# 象石
象石（英語：Cheung Shek，代號K16）是香港荃灣區議會下轄的選區，1994年設立，原稱象山（英語：Cheung Shan），2003年採用現名，2023年取消，末任區議員為民主黨成員賴文輝。

## 範圍
選區位於荃灣區東北部，涵蓋公共屋邨及鄉村地帶，由象山邨所有樓宇、石圍角邨（僅石菊樓及石翠樓），以及二陂圳路、三棟屋路、老圍路沿線之三棟屋村、海壩村、老圍村、三疊潭村、上角山村、銅鼓石村等鄉村所組成。選區內以象山邨、石圍角邨人口較多，故此選區名稱亦從兩邨各取出首字而成。與其相連的選區有荃威、綠楊以及石圍角。選區因應人口分佈設有兩個投票站，分別位於象山邨內的路德會呂明才中學以及石圍角邨內的博愛醫院歷屆總理聯誼會梁省德中學。

## 沿革
象石選區的前身是1991年區議會選舉中的石圍角及象山雙議席選區，當時由勵進會楊福廣及港同盟羅金成當選議員。而在1985年區議會選舉及1988年區議會選舉石圍角及象山選區則稱為荃灣東（北）雙議席選區，1982年區議會選舉則屬於荃灣東單議席選區。
1993年港督彭定康推行政改方案改革區議會，取消所有委任議席及雙議席選區制度，全面實行單議席單票制，並改由選區分界及選舉事務委員會制定，區議會選區數目亦隨人口變動而大幅增加，象山選區由原有的雙議席石圍角及象山選區分拆而成，當時包括象山邨所有樓宇、石圍角邨（僅石蘭樓、石菊樓及石翠樓）以及二陂圳路與三棟屋路所連接的鄉村地帶，而二陂圳及老圍則未有劃入其中。
1994年區議會選舉，新分拆出的象山選區由石圍角及象山選區議員楊福廣所創立的全民（社會服務）聯線成員許昭暉，對決得到港同盟與匯點推薦的蔡子民，結果許昭暉以不足三百票差距擊敗蔡子民當選。
1999年區議會選舉，加入民主建港聯盟的許昭暉爭取連任，但被加入了民主黨的蔡子民以接近五百票差距打敗。
2003年區議會選舉，因應象山邨人口減少，石圍角邨石蘭樓改劃至石圍角選區以平衡選區內兩邨人口數量，並將選區名稱改為從兩個屋邨抽出首字的象石以反映有關情況；許蔡二人再次爭奪，結果蔡以399票差距勝選連任。選後民建聯高級助理統籌主任陳振中在許昭輝的支持下經營本選區，而民建聯主席譚耀宗的立法會議員辦事處亦設立在石圍角邨，成為陳振中的支援。
2007年區議會選舉，因應本選區人口減少及地理聯繫性，鄰近的鄉村地帶二陂圳及老圍由綠楊選區劃入本選區；議席由民主黨的蔡子民、民建聯的陳振中及廖志強三人競選，結果蔡子民以百餘票成功連任，惟選後許昭輝獲政府委任為區議員。
2011年區議會選舉，議席由蔡子民、陳振中二人爭奪，同時人民力量及前綫發起「票債票償」運動狙擊支持2012年政改的民主黨與民協，派出成員黃志順參選，最終陳振中在民主派票源分散下，得1,768票（49%），僅以近二百票的差距擊敗蔡子民勝出。
2015年區議會選舉，陳振中競逐連任，民主派陣營則有民主黨派出的陳嘉榮以及加入民主陣線的黃志順以獨立身份參選。最終陳振中得1,997票、黃志順得864票、陳嘉榮得353票，陳振中擴大差距為九百餘票成功連任。
2019年區議會選舉，因應地理聯繫性，鄰近的鄉村地帶三疊潭村及圓玄學院一帶由綠楊選區劃入本選區；陳振中競逐連任，民主派方面則派出上屆以獨立身份參選石圍角選區落敗的民主黨成員賴文輝參選，結果賴文輝得2,857票，以470票之差擊敗得2,387票的陳振中成功當選，為民主派及民主黨重奪自2012年失去的議席。
2021年7月12日，賴文輝宣佈辭去荃灣區議員一職並遠赴台灣定居。辭職於2021年7月13日凌晨零時零分生效，而本選區的區議員席位亦自此一直懸空至2023年選區撤銷為止。

## 歷屆議員
| 選區名稱     | 屆別                  | 議員               | 政治聯繫           | 政治聯繫                      | 議員                                | 政治聯繫                            | 政治聯繫                            |
| ------------ | --------------------- | ------------------ | ------------------ | ----------------------------- | ----------------------------------- | ----------------------------------- | ----------------------------------- |
| 荃灣東       | 1982年－1985年        | 當時定為單議席選區 | 當時定為單議席選區 | 當時定為單議席選區            | 張秀清                              |                                     | 無黨籍                              |
| 荃灣東（北） | 1985年－1988年        | 當時定為單議席選區 | 當時定為單議席選區 | 當時定為單議席選區            | 謝文佳                              |                                     | 無黨籍                              |
| 荃灣東（北） | 1988年－1991年        | 黃於唱             |                    | 無黨籍                        | 楊福廣                              |                                     | 勵進會                              |
| 石圍角及象山 | 1991年－1994年        | 羅金成             |                    | 港 港同盟                     | 楊福廣                              |                                     | 勵進會                              |
| 象山         | 1994年－1999年        | 許昭暉             |                    | 全民（社會服務）聯線 → 民建聯 | 分拆出石圍角選區後， 定為單議席選區 | 分拆出石圍角選區後， 定為單議席選區 | 分拆出石圍角選區後， 定為單議席選區 |
| 象山         | 1994年－1999年        | 許昭暉             |                    | 全民（社會服務）聯線 → 民建聯 | 分拆出石圍角選區後， 定為單議席選區 | 分拆出石圍角選區後， 定為單議席選區 | 分拆出石圍角選區後， 定為單議席選區 |
| 象山         | 2000年－2003年        | 蔡子民             |                    | 民主黨                        | 分拆出石圍角選區後， 定為單議席選區 | 分拆出石圍角選區後， 定為單議席選區 | 分拆出石圍角選區後， 定為單議席選區 |
| 象石         | 2004年－2007年        | 蔡子民             |                    | 民主黨                        | 分拆出石圍角選區後， 定為單議席選區 | 分拆出石圍角選區後， 定為單議席選區 | 分拆出石圍角選區後， 定為單議席選區 |
| 象石         | 2008年－2011年        | 蔡子民             |                    | 民主黨                        | 分拆出石圍角選區後， 定為單議席選區 | 分拆出石圍角選區後， 定為單議席選區 | 分拆出石圍角選區後， 定為單議席選區 |
| 象石         | 2012年－2015年        | 陳振中             |                    | 民建聯                        | 分拆出石圍角選區後， 定為單議席選區 | 分拆出石圍角選區後， 定為單議席選區 | 分拆出石圍角選區後， 定為單議席選區 |
| 象石         | 2016年－2019年        | 陳振中             |                    | 民建聯                        | 分拆出石圍角選區後， 定為單議席選區 | 分拆出石圍角選區後， 定為單議席選區 | 分拆出石圍角選區後， 定為單議席選區 |
| 象石         | 2020年－2021年7月12日 | 賴文輝             |                    | 民主黨                        | 分拆出石圍角選區後， 定為單議席選區 | 分拆出石圍角選區後， 定為單議席選區 | 分拆出石圍角選區後， 定為單議席選區 |
| 象石         | 2021年7月13日－2023年 | 懸空               | 懸空               | 懸空                          | 分拆出石圍角選區後， 定為單議席選區 | 分拆出石圍角選區後， 定為單議席選區 | 分拆出石圍角選區後， 定為單議席選區 |

## 歷屆選舉結果
| 政党   | 政党   | 候选人    | 票数  | %     | ±      |
| ------ | ------ | --------- | ----- | ----- | ------ |
|        | 民主黨 | ①. 賴文輝 | 2,857 | 54.48 | 不適用 |
|        | 民建聯 | ②. 陳振中 | 2,387 | 45.52 | ▼16.61 |
| 多数票 | 多数票 | 多数票    | 470   | 8.96  | ▼26.29 |

| 政党   | 政党     | 候选人    | 票数  | %     | ±      |
| ------ | -------- | --------- | ----- | ----- | ------ |
|        | 民主陣線 | ①. 黃志順 | 864   | 26.88 | ▲19.75 |
|        | 民建聯   | ②. 陳振中 | 1,997 | 62.13 | ▲13.10 |
|        | 民主黨   | ③. 陳嘉榮 | 353   | 10.98 | 不適用 |
| 多数票 | 多数票   | 多数票    | 1,133 | 35.25 | ▲30.06 |

| 政党   | 政党          | 候选人    | 票数  | %     | ±      |
| ------ | ------------- | --------- | ----- | ----- | ------ |
|        | 民主黨        | ①. 蔡子民 | 1,581 | 43.84 | ▼5.19‬  |
|        | 民建聯        | ②. 陳振中 | 1,768 | 49.03 | ▲3.2‬0  |
|        | 人民力量/前綫 | ③. 黃志順 | 257   | 7.13  | 不適用 |
| 多数票 | 多数票        | 多数票    | 187‬   | 5.19  | ▲1.99  |

| 政党   | 政党   | 候选人    | 票数  | %     | ±      |
| ------ | ------ | --------- | ----- | ----- | ------ |
|        | 民主黨 | ①. 蔡子民 | 1,565 | 49.03 | 不適用 |
|        | 民建聯 | ②. 陳振中 | 1,463 | 45.83 | 不適用 |
|        | 無黨派 | ③. 廖志強 | 164   | 5.14  | 不適用 |
| 多数票 | 多数票 | 多数票    | 102‬   | 3.20  | 不適用 |

| 政党   | 政党   | 候选人    | 票数  | %     | ±      |
| ------ | ------ | --------- | ----- | ----- | ------ |
|        | 民建聯 | ①. 許昭暉 | 1,350 | 43.56 | 不適用 |
|        | 民主黨 | ②. 蔡子民 | 1,749 | 56.44 | 不適用 |
| 多数票 | 多数票 | 多数票    | 399   | 12.88 | 不適用 |

| 政党   | 政党   | 候选人    | 票数  | %     | ±      |
| ------ | ------ | --------- | ----- | ----- | ------ |
|        | 民建聯 | ①. 許昭暉 | 1,350 | 42.23 | 不適用 |
|        | 民主黨 | ②. 蔡子民 | 1,847 | 57.77 | 不適用 |
| 多数票 | 多数票 | 多数票    | 497   | 15.54 | 不適用 |

| 政党   | 政党                        | 候选人 | 票数  | %     | ±      |
| ------ | --------------------------- | ------ | ----- | ----- | ------ |
|        | 建制派/全民（社會服務）聯線 | 許昭暉 | 1,569 | 54.78 | 不適用 |
|        | 港同盟/匯點                 | 蔡子民 | 1,295 | 45.22 | 不適用 |
| 多数票 | 多数票                      | 多数票 | 274   | 9.56  | 不適用 |

| 政党   | 政党   | 候选人 | 票数  | %     | ±      |
| ------ | ------ | ------ | ----- | ----- | ------ |
|        | 勵進會 | 楊福廣 | 2,959 | 40.52 | 不適用 |
|        | 港同盟 | 羅金成 | 2,325 | 31.84 | 不適用 |
|        | 無黨派 | 許昭暉 | 2,018 | 27.63 | 不適用 |
| 多数票 | 多数票 | 多数票 | 307   | 4.20  | 不適用 |

| 政党   | 政党   | 候选人 | 票数  | %     | ±      |
| ------ | ------ | ------ | ----- | ----- | ------ |
|        | 勵進會 | 楊福廣 | 2,705 | 65.96 | 不適用 |
|        | 民協   | 羅金成 | 1,385 | 34.04 | 不適用 |
| 多数票 | 多数票 | 多数票 | 1,320 | 31.92 | 不適用 |

| 政党   | 政党   | 候选人 | 票数     | %      | ±      |
| ------ | ------ | ------ | -------- | ------ | ------ |
|        | 勵進會 | 楊福廣 | 自動當選 | 不適用 | 不適用 |
|        | 無黨派 | 黃於唱 | 自動當選 | 不適用 | 不適用 |
| 多数票 | 多数票 | 多数票 | 不適用   | 不適用 | 不適用 |

| 政党   | 政党     | 候选人 | 票数  | %     | ±      |
| ------ | -------- | ------ | ----- | ----- | ------ |
|        | 無黨派   | 謝文佳 | 1,726 | 53.70 | 不適用 |
|        | 公民協會 | 吳倞堯 | 925   | 28.78 | 不適用 |
|        | 無黨派   | 梁潤東 | 593   | 18.45 | 不適用 |
| 多数票 | 多数票   | 多数票 | 801   | 24.92 | 不適用 |

| 政党   | 政党   | 候选人 | 票数  | %     | ±      |
| ------ | ------ | ------ | ----- | ----- | ------ |
|        | 無黨派 | 張秀清 | 1,206 | 58.92 | 不適用 |
|        | 無黨派 | 陳永欽 | 547   | 26.72 | 不適用 |
|        | 革新會 | 黃定恩 | 294   | 14.36 | 不適用 |
| 多数票 | 多数票 | 多数票 | 659   | 32.19 | 不適用 |